# Augustin Gensse
Augustin Gensse (Mont-de-Marsan, 10 agosto 1983) è un ex tennista francese.
Ha raggiunto il suo più alto ranking nel singolo il 7 maggio 2012, con la 139ª posizione, mentre nel doppio ha raggiunto il 126º posto il 16 giugno 2008.